# 馮守
馮守（1504年—？年），字仁仲，四川順慶府南充縣人，民籍，六月二十日生，行二，治《詩經》，明朝政治人物。

## 生平
由國子生中式四川鄉試第六十九名舉人，年三十八歲中式嘉靖二十年（1541年7）辛丑科會試第二百六十二名，第三甲第一百零一名進士。歷官刑部郎中，二十九年十二月恤刑雲貴。

## 家族
曾祖馮林，封知府；祖馮祥，都轉運鹽使司知事；父馮誥，典膳；母王氏。慈侍下。兄宜；寀；官，弟寵；宸。